# Rantel
Rantel is een bestuurslaag in het regentschap Bungo van de provincie Jambi, Indonesië. Rantel telt 859 inwoners (volkstelling 2010).